# کیلیکس

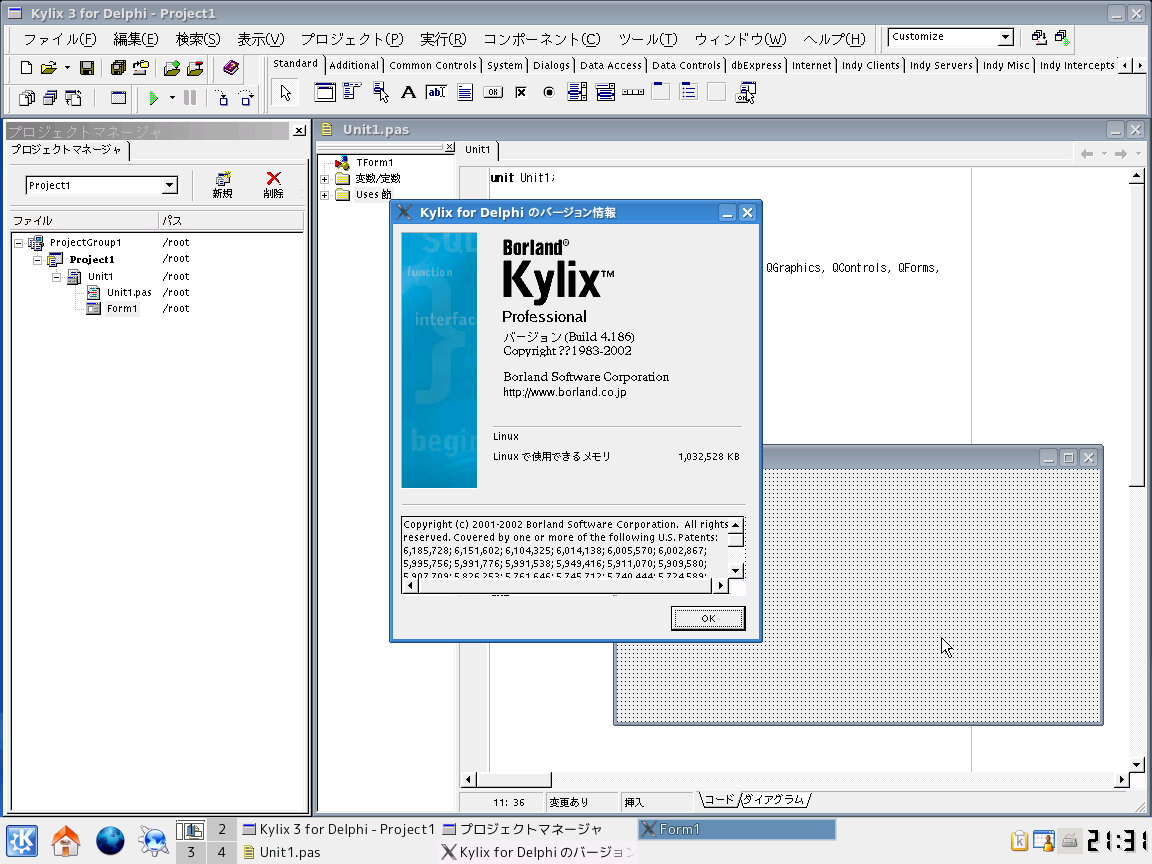
تصویری از محیط کیلیکس

کیلیکس نسخه تحت گنو لینوکس دلفی و سی‌پلاس‌پلاس‌بیلدرِ (C++ Builder) شرکت نرم‌افزاری بورلند است. در حال حاضر به علت مشکلات کیلیکس نشانه‌ای از انتشار نسخه ۴ آن دیده نمی‌شود. اما شما میتوانید از برنامه lazarus برای برنامه‌نویسی دلفی در محیط لینوکس استفاده کنید.